# Il terrone va di moda
Il terrone va di moda è un singolo del gruppo musicale italiano Il Pagante, pubblicato il 6 luglio 2018 ed estratto dall'album in studio Paninaro 2.0.

## Descrizione
Agli inizi di luglio 2018 viene annunciata la pubblicazione di un nuovo singolo dal titolo Il terrone va di moda con anche la copertina che rappresenta un uomo, di cui non si vede il viso, che si mette in ordine la camicia. La canzone viene messa in commercio in download digitale il 6 luglio 2018. Il relativo video ufficiale viene inizialmente annunciato per il 9 luglio, ma è caricato sul canale del gruppo YouTube il 16 luglio. Il videoclip viene registrato nelle spiagge di Gallipoli e tra alcuni edifici rurali della cittadina pugliese. Vi prendono parte Roberta Mercurio e Flavio Zerella, fidanzati e partecipanti a Temptation Island, e Domenico Manfredi de il Grande Fratello. In poche ore dalla pubblicazione si classifica alla seconda posizione dei trend di YouTube.
Il testo mette a confronto il Nord e Sud Italia e come quest'ultimo riesce a distinguersi rispetto al primo. Il brano, scritto da Eddy Veerus, membro del gruppo musicale, nasce da un'idea di un suo amico barese che, oltre a suggerire il titolo, gli consigliò di strutturare una canzone su Gallipoli, luogo in cui lavorava.
La canzone viene inserita nel secondo album in studio della band, dal titolo Paninaro 2.0, pubblicato il 21 settembre 2018 come traccia numero nove. Inoltre, una versione rivisitata viene utilizzata come intermezzo musicale per la trasmissione radiofonica A me mi piace su Radio 105 con il titolo di A Me mi Piace va di moda.
Il singolo debutta alla posizione numero trentotto della classifica singoli FIMI, uscendo dopo tre settimane, e alla posizione numero sette della iTunes Charts, restando in graduatoria per ventinove settimane. Inoltre, raggiunge la posizione massima numero sessanta su Hit Parade Italia. A fine estate 2018, il sito recensiamomusica.com classifica Il terrone va di moda alla posizione numero novantadue dei tormentoni che resteranno dall'estate appena passata.

## Accoglienza
Secondo Nico Donvito del sito recensiamomusica.com il brano è "uno dei pezzi migliori de Il Pagante", per l'attualità del sound e l’ironia del testo. L'Arena, giornale veronese, dichiara sul pezzo "una versione sarcastica e contemporanea degli 883".

## Censura
In svariate piattaforme di streaming il titolo del singolo viene reso graficamente come Il t*****e va di moda.

## Tracce
1. Il Pagante – Il terrone va di moda – 2:56 (testo: Edoardo Cremona, Stefano Tognini)

## Formazione

### Gruppo
- Roberta Branchini - voce
- Federica Napoli - voce
- Eddy Veerus - voce

### Produzione
- Zef, Sissa, Davide Gubitoso - produzione

## Classifiche
| Classifica (2018) | Posizione massima |
| ----------------- | ----------------- |
| Italia            | 38                |